# Le Gicq
Le Gicq ist eine französische Gemeinde mit 119 Einwohnern (Stand: 1. Januar 2022) im Département Charente-Maritime in der Region Nouvelle-Aquitaine (vor 2016: Poitou-Charentes); sie gehört zum Arrondissement Saint-Jean-d’Angély und zum Kanton Matha. Die Einwohner werden Gicquois und Gicquoises genannt.

## Geographie
Le Gicq liegt etwa 74 Kilometer ostsüdöstlich von La Rochelle in der Saintonge. Umgeben wird Le Gicq von den Nachbargemeinden Néré im Norden, Seigné im Nordosten, Cressé im Osten und Südosten, Les Touches-de-Périgny im Süden, Gibourne im Westen sowie Loiré-sur-Nie im Nordwesten.

## Bevölkerungsentwicklung
| Jahr                       | 1962 | 1968 | 1975 | 1982 | 1990 | 1999 | 2006 | 2019 |
| Einwohner                  | 197  | 159  | 138  | 118  | 102  | 101  | 113  | 118  |
| Quellen: Cassini und INSEE |      |      |      |      |      |      |      |      |

## Sehenswürdigkeiten

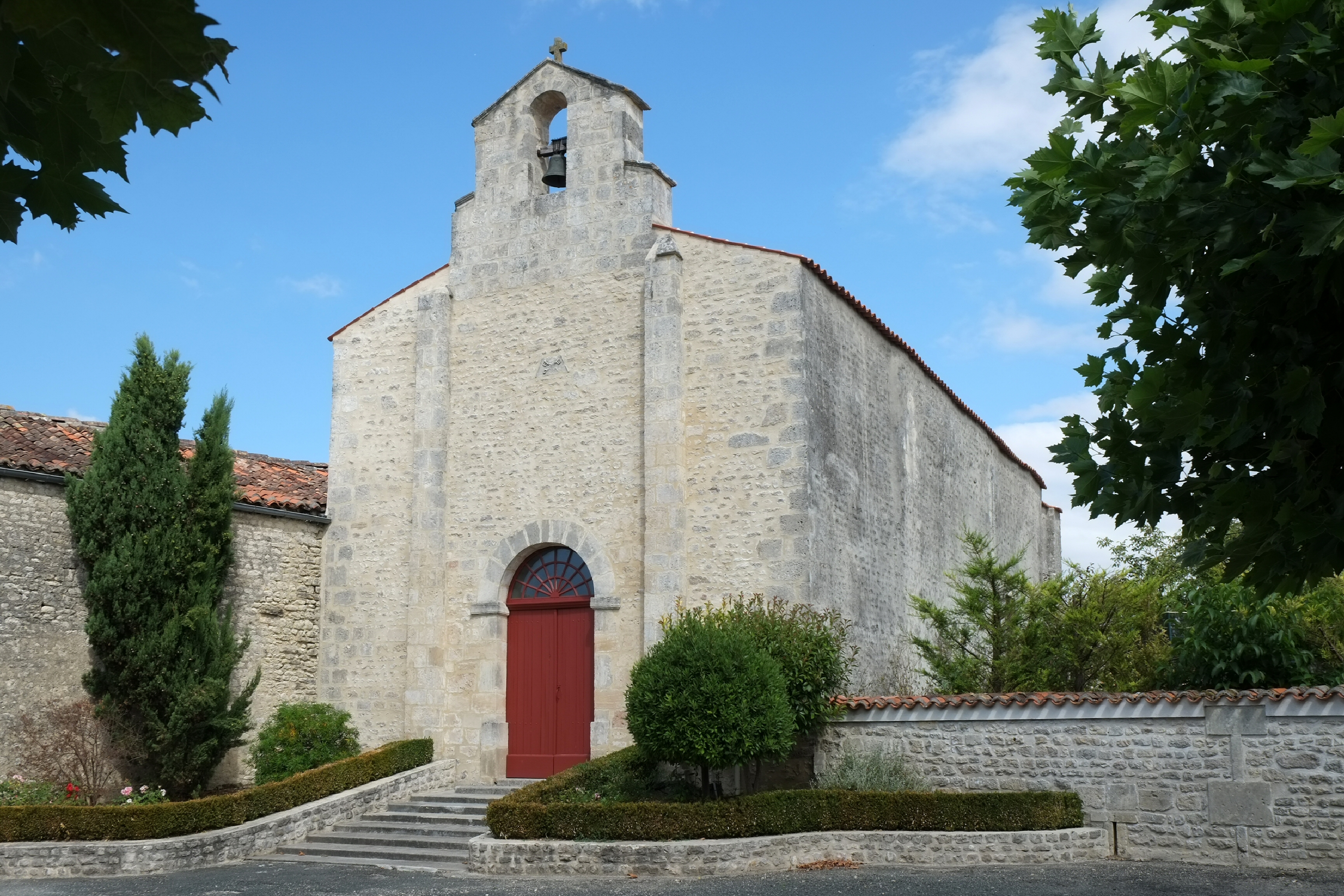
Kirche Saint-Pierre

- Kirche Saint-Pierre